# Павлишевський Віктор Ярославович
Віктор Ярославович Павлішевський (нар. 8 червня 1972, Надиби, Старосамбірський район) — радянський та український футболіст. Півзахисник, виступав, зокрема, за «Карпати» (Львів).

## Життєпис
Вихованець Львівського спортінтернату. Перший тренер — Володимир Олександрович Данилюк.
Виступав за колективи: «Зоря» (Бєльці), «Кристал» (Чортків), «Прикарпаття» (Старий Самбір) і «Дністер» (Заліщики).
Навчався у Львівському інституті фізичної культури.
У сезоні 1990 провів 12 матчів у складі друголігових львівських «Карпат».